# COLEGAS
La Confederación Española de Lesbianas, Gays, Bisexuales y Transexuales (COLEGAS) es una asociación de LGBT española que trabaja por la igualdad, de lesbianas, gays, bisexuales y transexuales en España. Se define como un proyecto asociativo autónomo e independiente y su objetivo principal es la promoción y defensa de los derechos de lesbianas, gays, bisexuales y transexuales, contribuyendo al libre desarrollo de las personas en sintonía con su orientación sexual o identidad de género.
Critica la forma de organización del Día Internacional del Orgullo LGBT en España en los últimos años, considerando que se ha convertido la reivindicación original en un negocio basado en un «carnaval de estereotipos». Ciertas organizaciones homosexuales[¿cuál?] le acusan de un exceso de cercanía con el Partido Popular.
Desde el año 2020, no se ha registrado actividad alguna de dicha organización. Su sede social fue cerrada y todas sus actividades, así como sus publicaciones en redes sociales, fueron cesadas.

## Historia
COLEGAS nace en Córdoba en 1988 a partir del Foro Permanente sobre Homosexualidad, un espacio de debate creado en 1988 por un grupo de jóvenes sobre la realidad de los gais y lesbianas. Así, en 1992 ante la necesidad de luchar contra la discriminación, promover la visibilidad y concienciación social con el movimiento LGBT se crea el Colectivo de Lesbianas y Gays de Córdoba (COLEGA)
Más tarde COLEGA-Andalucía contacta con otras asociaciones de gais y lesbianas de otras regiones, y junto a la Coordinadora Gay-Lesbiana (CG-L) y el Col.lectiu Lambda crea la Plataforma Gay-Lesbiana del Estado Español, centrando su actividad en la lucha contra el sida y la reivindicación de un proyecto de ley de parejas de hecho, incluyendo en ésta el matrimonio civil entre parejas del mismo sexo. De este modo, en marzo de 1994, en el Encuentro Estatal sobre Ley de Parejas de Hecho, se acuerda apoyar la creación de registros municipales de uniones de hecho.
Con la creación en 1993 de COLEGA-Sevilla comienza la expansión de la asociación por toda Andalucía, creándose posteriormente delegaciones en Málaga (1995), Cádiz (1996), Granada (1998), Huelva (1998), Almería (2000) y Jaén (1999) dentro de una estructura federal definida en 1999. A estas asociaciones provinciales hay que añadir COLEGA-Universidad (1994), Entiendes:Colectivo Andaluz de Jóvenes Lesbianas, Gays, Bisexuales y Transexuales (1996), Asociación de Lesbianas de Andalucía (ALA) (1997) y Familias por la Diversidad, Asociación Andaluza de Madres, Padres y Familiares de Lesbianas, Gays, Bisexuales y Transexuales (2006).
Con los años la asociación, como confederación de asociaciones desde 2002, se extendido por el resto de España, creándose COLEGA-Madrid (2002), Entiendes-Madrid (2003), COLEGA-Valencia (2003), COLEGA-Murcia (2006), COLEGA-Castilla-La Mancha (2006) y COLEGA-Castilla y León (2006)así como COLEGA Galicia (2008) y COLEGA Extremadura (2010) . Asimismo, también apostó por la sensibilización en el ámbito rural con estructuras locales y municipales en pequeños municipios de Andalucía, Castilla-La Mancha y Galicia.
Desde 1997 edita la revista Colega, publicación gratuita de información sobre lesbianas y gais que hoy en día es la más antigua publicación LGBT de Andalucía, tratando que trata también temas de interés social y político más allá del colectivo homosexual, como el uso de la energía nuclear, el aborto, la violencia de género, el racismo, las políticas de juventud, el terrorismo, el movimiento okupa o la inmigración.

## Objetivos
Entre sus objetivos define:
- Promover el libre desarrollo de las personas acorde a su orientación sexual e identidad de género, luchando contra la discriminación contra el movimiento LGBT.
- Coordinar, estudiar, orientar y promover la igualdad y el respeto hacia los diferentes modelos de familia y las diferentes orientaciones sexuales en la sociedad.
- Vertebrar y fomentar el asociacionismo entre el colectivo LGBT, dando cobertura a éste, especialmente en el ámbito rural, así como la visibilidad social de, especialmente, el colectivo lesbiano.
- Promover la vida saludable y la lucha contra las enfermedades de transmisión sexual, así como el desarrollo sostenible.